# Eriocaulon eberhardtii
Eriocaulon eberhardtii är en gräsväxtart som beskrevs av Paul Lecomte. Eriocaulon eberhardtii ingår i släktet Eriocaulon och familjen Eriocaulaceae.
Artens utbredningsområde är Vietnam. Inga underarter finns listade i Catalogue of Life.